# Ратледж (Міннесота)
Ратледж (англ. Rutledge) — місто (англ. city) в США, в окрузі Пайн штату Міннесота. Населення — 212 особи (2020).

## Географія
Ратледж розташований за координатами 46°15′21″ пн. ш. 92°52′42″ зх. д. / 46.25583° пн. ш. 92.87833° зх. д. (46.255888, -92.878240).  За даними Бюро перепису населення США в 2010 році місто мало площу 7,84 км², з яких 7,65 км² — суходіл та 0,18 км² — водойми.

## Демографія
Згідно з переписом 2010 року, у місті мешкало 229 осіб у 94 домогосподарствах у складі 65 родин. Густота населення становила 29 осіб/км².  Було 130 помешкань (17/км²).
Расовий склад населення:
| - 96,9 % — білих - 1,3 % — чорних або афроамериканців - 0,9 % — корінних американців |

До двох чи більше рас належало 0,9 %. Частка іспаномовних становила 0,4 % від усіх жителів.
За віковим діапазоном населення розподілялося таким чином: 21,8 % — особи молодші 18 років, 66,0 % — особи у віці 18—64 років, 12,2 % — особи у віці 65 років та старші. Медіана віку мешканця становила 42,1 року. На 100 осіб жіночої статі у місті припадало 104,5 чоловіків;  на 100 жінок у віці від 18 років та старших — 101,1 чоловіків також старших 18 років.
Середній дохід на одне домашнє господарство  становив 45 773 долари США (медіана — 38 125), а середній дохід на одну сім'ю — 48 562 долари (медіана — 45 781). За межею бідності перебувало 18,0 % осіб, у тому числі 52,3 % дітей у віці до 18 років та 3,3 % осіб у віці 65 років та старших.
Цивільне працевлаштоване населення становило 96 осіб. Основні галузі зайнятості: мистецтво, розваги та відпочинок — 20,8 %, освіта, охорона здоров'я та соціальна допомога — 18,8 %, будівництво — 12,5 %, транспорт — 10,4 %.